# 窒化インジウムガリウム

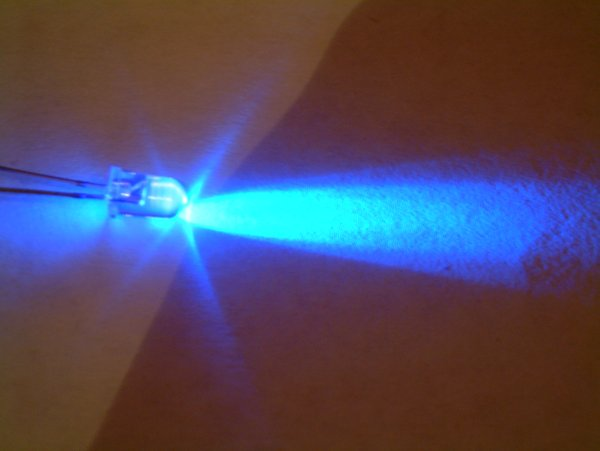
InGaN青色LED (380–405 nm)

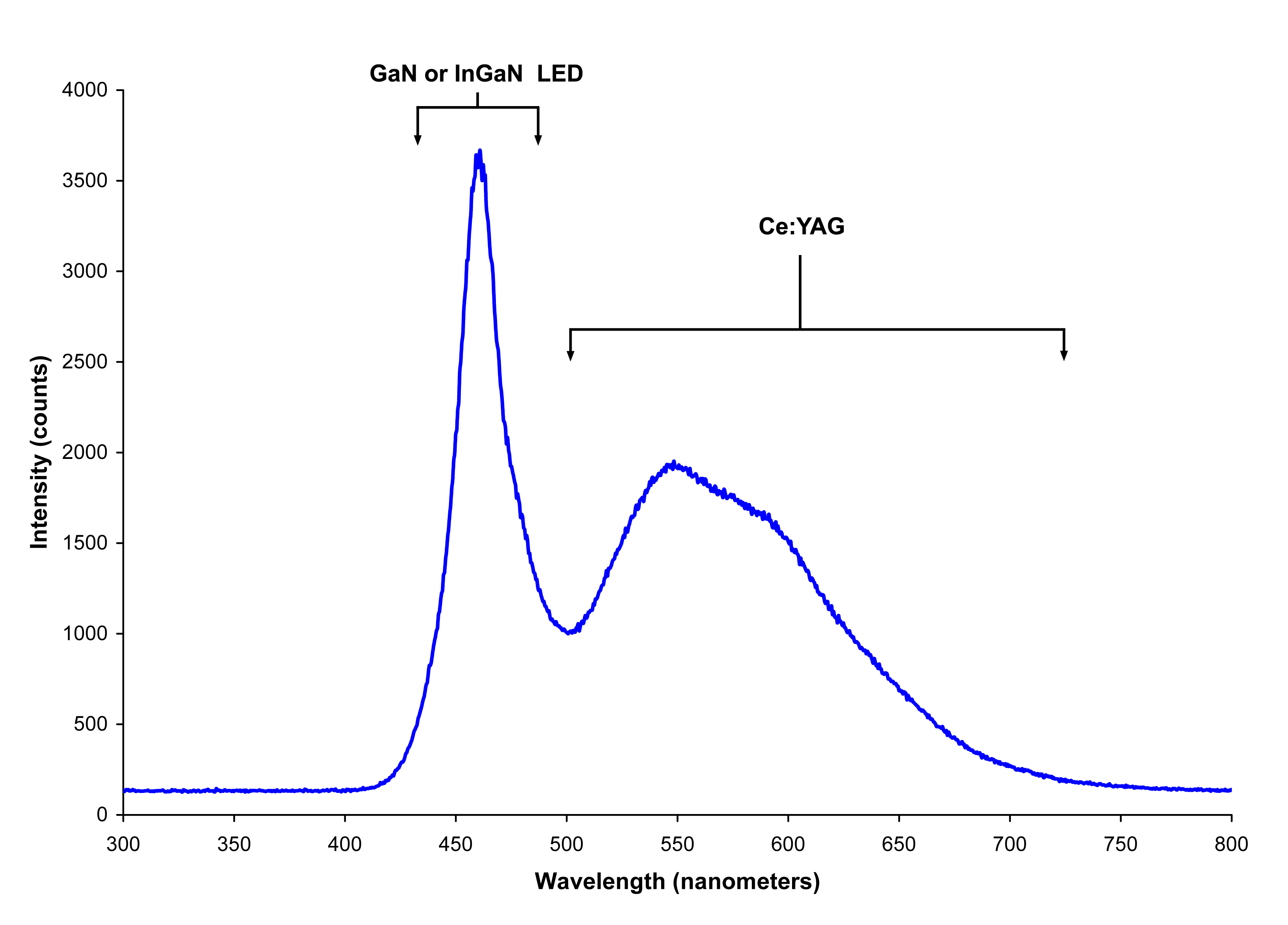
GaNまたはInGaN青色光源がCe:YAG蛍光体を励起する白色LEDのスペクトル

窒化インジウムガリウム（ちっかインジウムガリウム）はインジウムとガリウムの窒化物であり、三元化合物で組成式はInGaNである。化合物半導体であるため、その性質を利用して半導体素子の材料として多用されている。

## 特徴
一般的な半導体材料であるシリコンよりも電子移動度が高いので高周波デバイスとして使用され、赤外線 (0.69 eV) から紫外線 (3.4 eV) の範囲の直接バンドギャップを持つ。格子欠陥が多いが発光する。この理由は長らく謎だったが、2006年に筑波大学と科学技術振興機構 (JST) のグループにより、原子数個程度のサイズでインジウム－窒素 (In-N) が集まった部分（局在状態）に大部分の正孔が補足される事によって欠陥に補足されにくくなり、負電荷を持つ電子と再結合するときのエネルギーが熱にならずに効率よく光に変換される事が原因であることが判明した。

## 用途
青色レーザーのような半導体レーザー等に使用される。